# Estación Los Menucos
Los Menucos, denominada Menucos, es una estación de ferrocarril ubicada en la localidad del mismo nombre, Departamento Veinticinco de Mayo, Provincia de Río Negro, Argentina.

## Ubicación
Se encuentra a 70 km al este de la localidad de Maquinchao.

## Servicios
Por sus vías transitan formaciones de cargas y de pasajeros de la empresa Tren Patagónico S.A.. Cuenta con parada para los servicios de pasajeros tanto en sentido ascendente como descendente del Tren Patagónico.

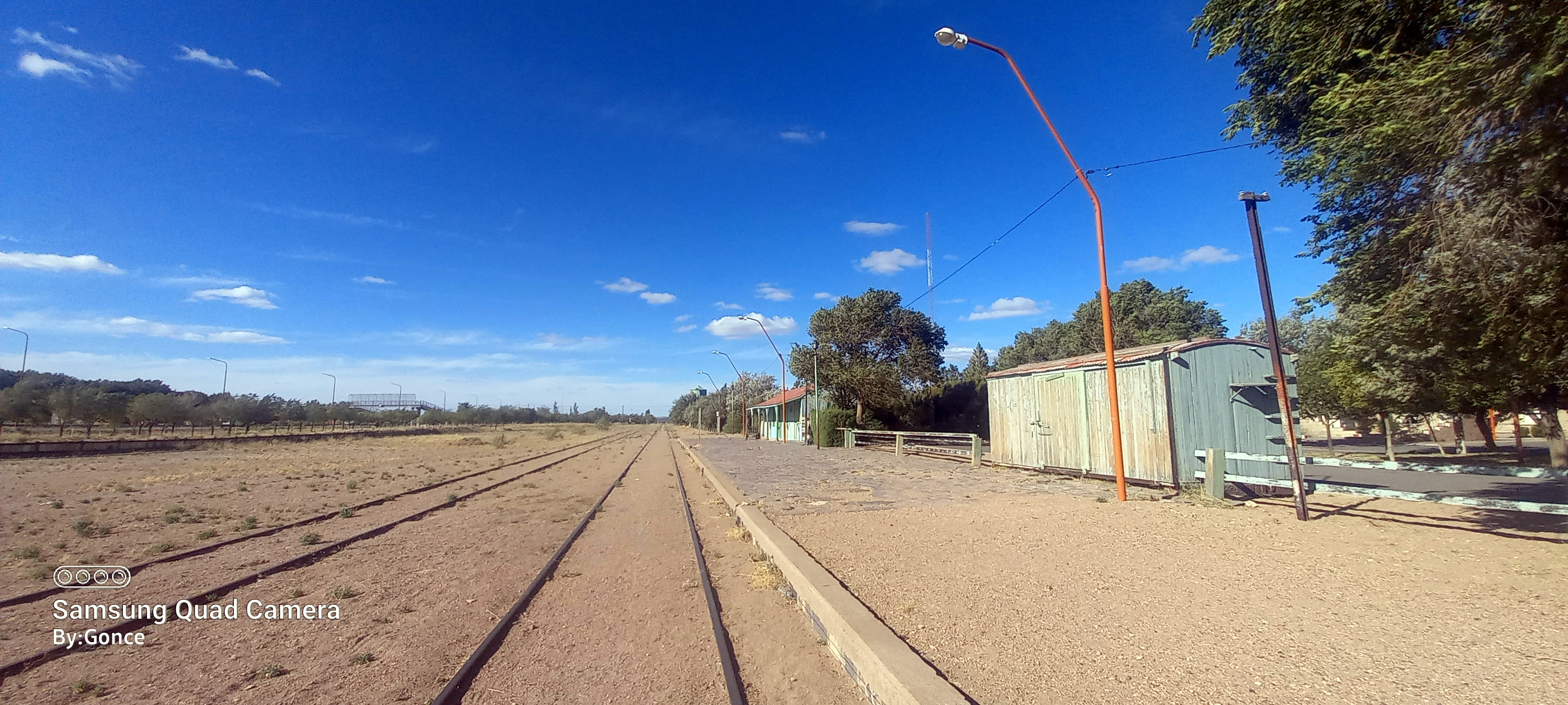
Desvío y galpón que fuera un vagón en uso
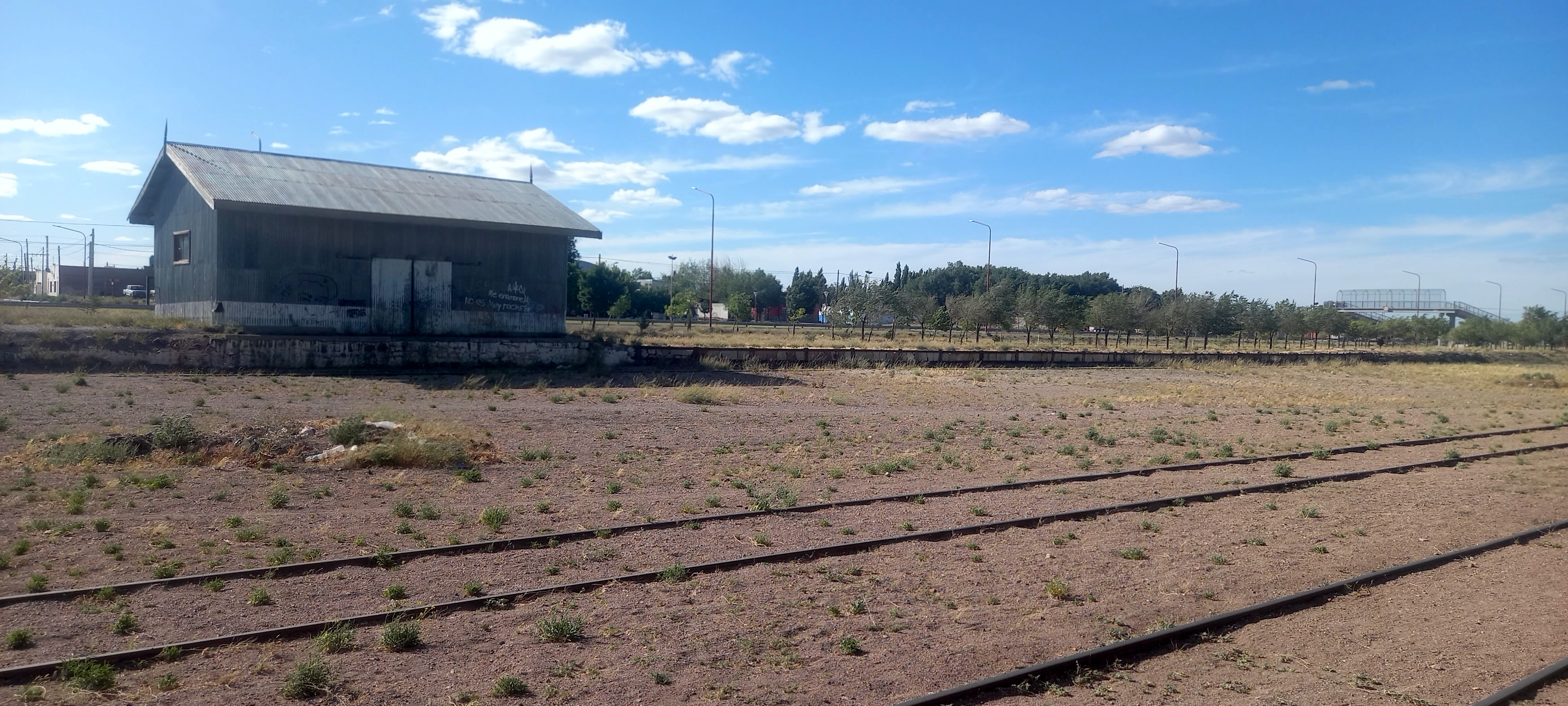
Desvíos y galpón de cargas de la estación.
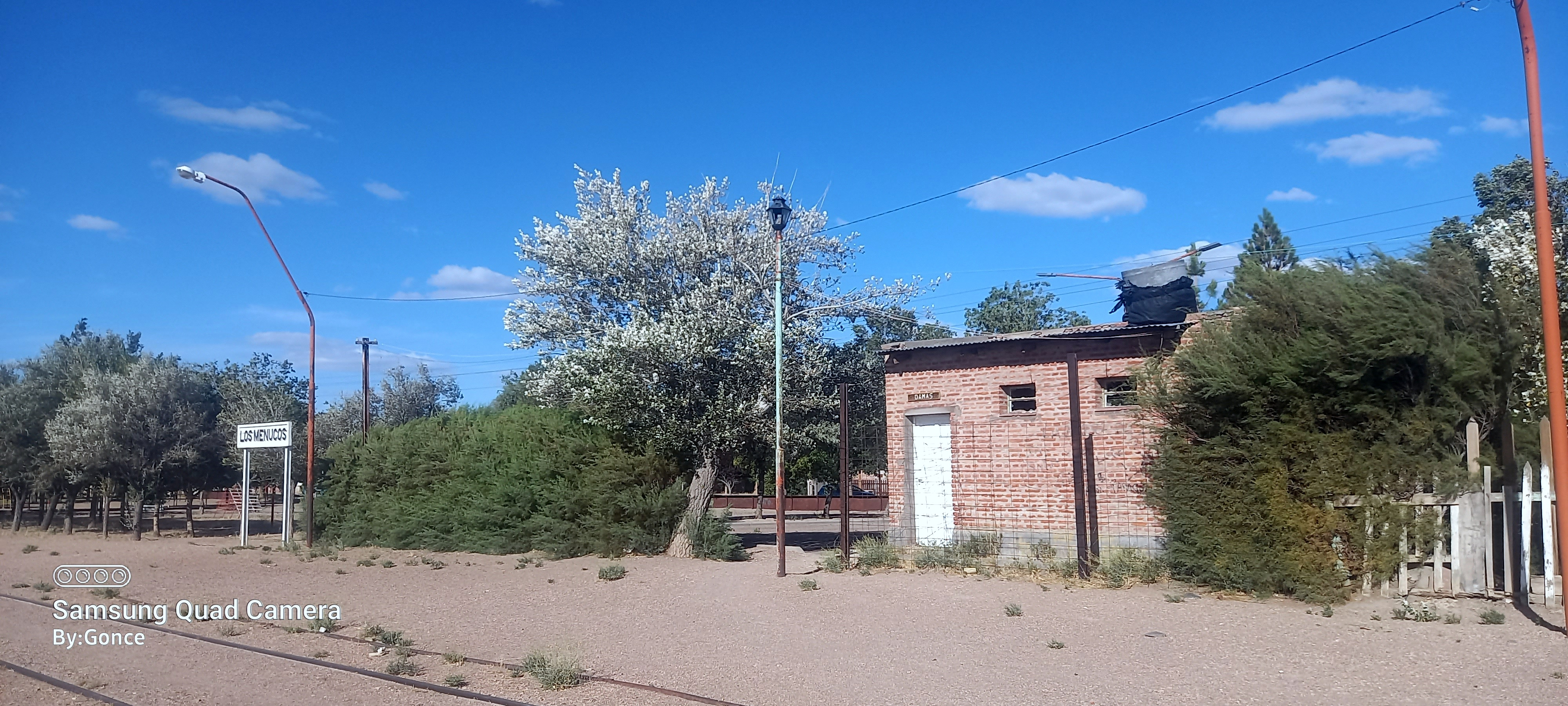
Junto al cartel nomenclador de la estación sus baños.
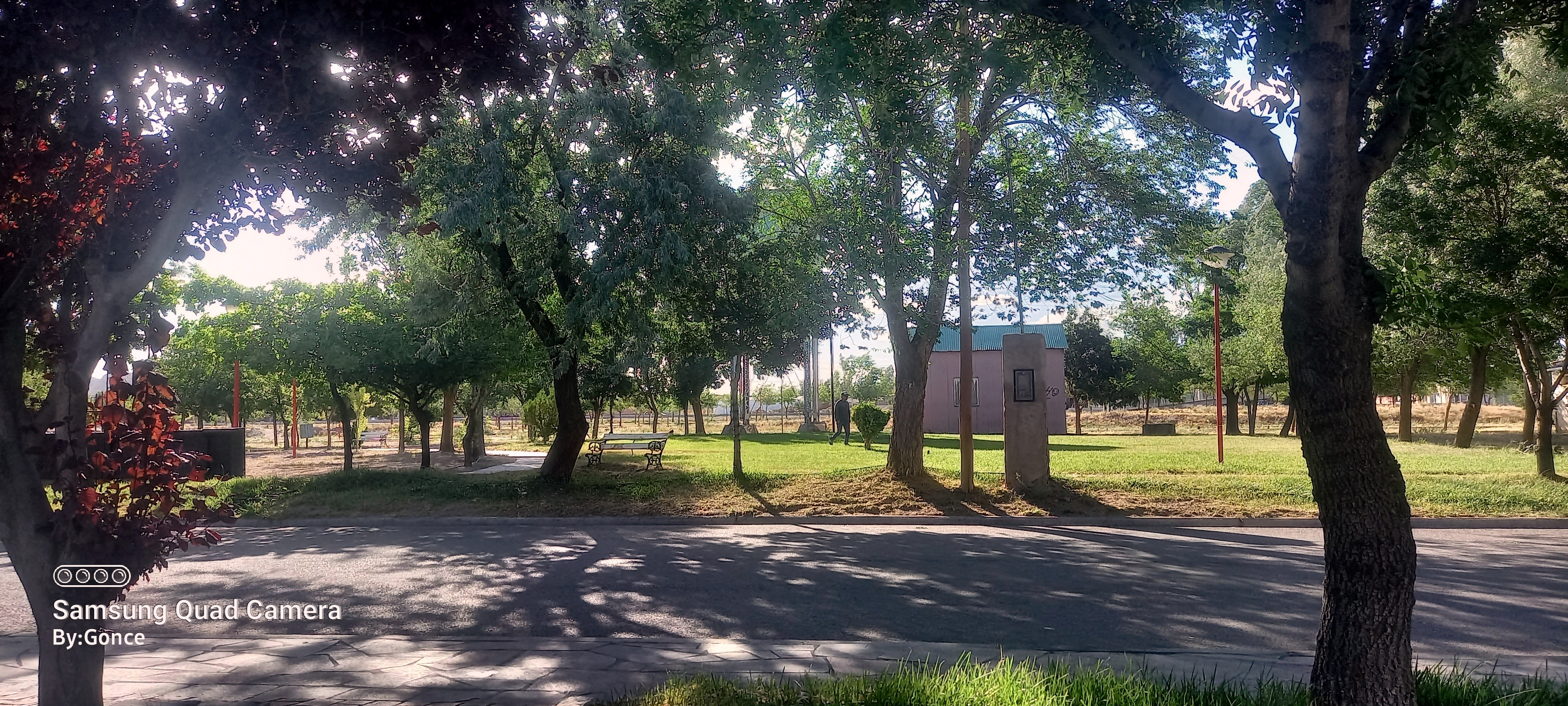
Antiguo tanque de la estación aprovechado para riego de espacio verde.
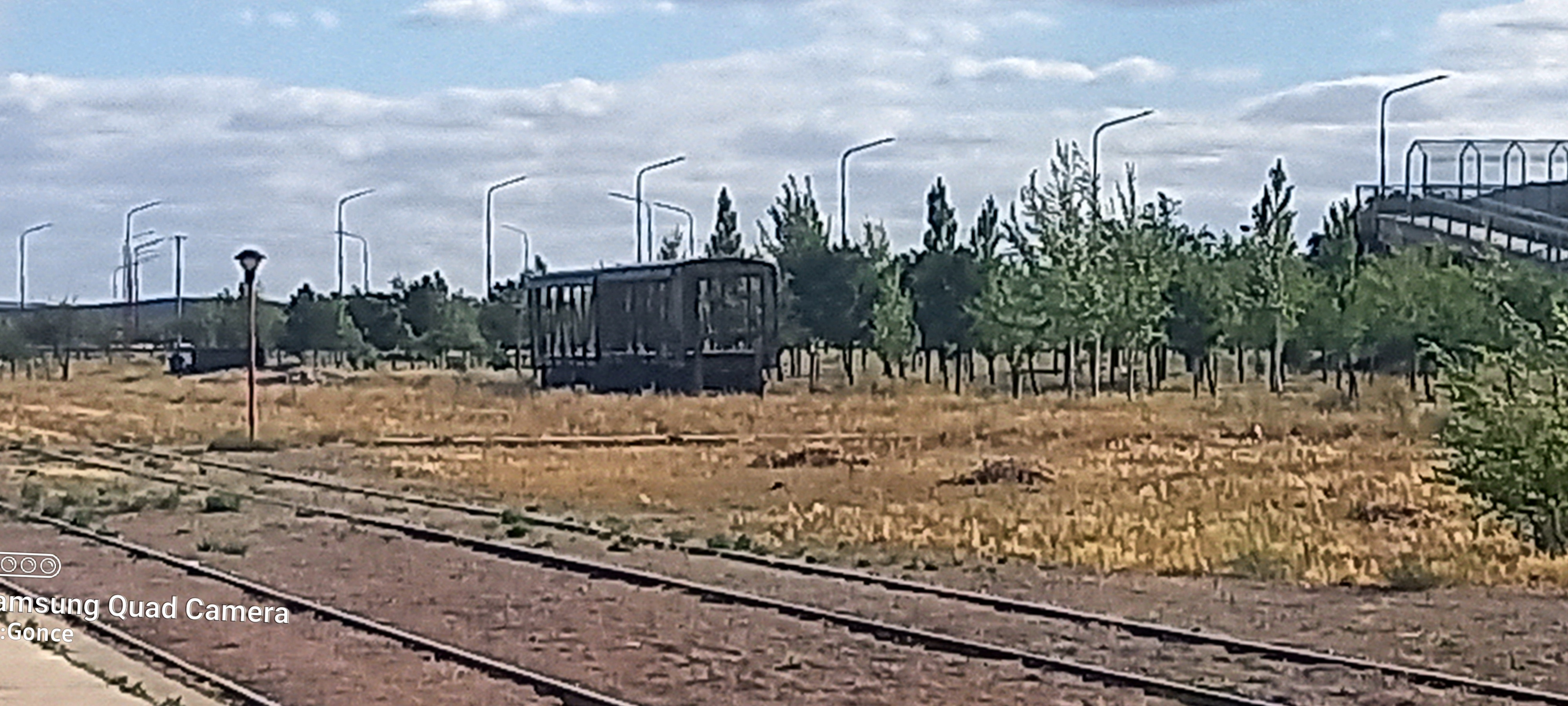
Varíos desvíos y un vagón carguerO desafectado en uno de ellos.
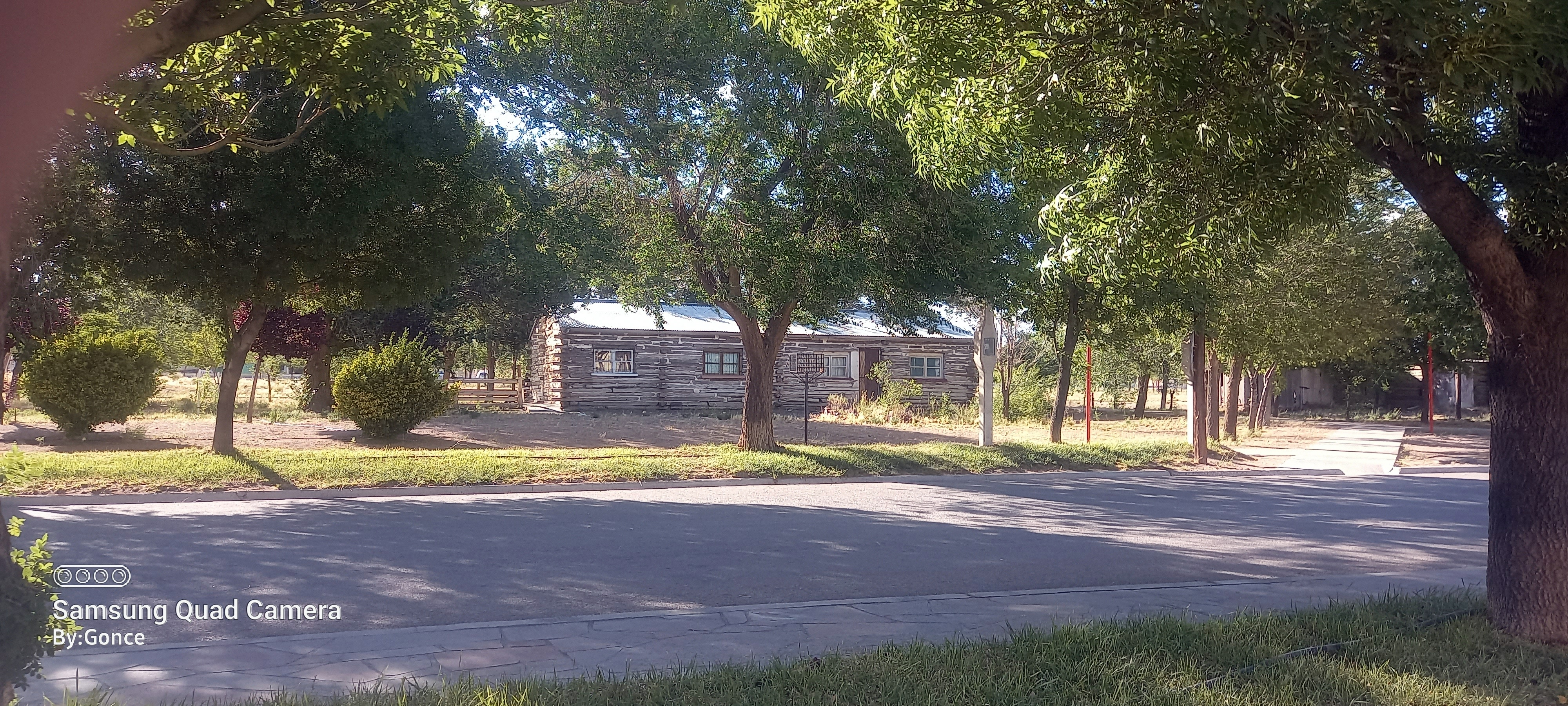
Vivienda de los peones ferroviarios perfectamente conservada.